# White-label product
Un prodotto o servizio white-label (alla lettera "etichetta bianca", o "senza etichetta") è un prodotto, o un servizio, realizzato da una società (il produttore) che ne permette il rebranding da parte di altre aziende per farli apparire come se fossero stati fatti da loro. I prodotti white label possono essere di vario tipo, in base al grado di aderenza alle specifiche richieste dall'acquirente, ma il mercato più importante è sicuramente quello dei prodotti su commessa. Molte grandi aziende non producono direttamente i prodotti che vendono con il loro marchio, ma li comprano mediante un contratto di subfornitura con i loro fornitori di white labels. Spesso, questi fornitori lavorano in esclusiva per la grande azienda. Questa politica viene adottata perché in questo modo è più semplice concentrarsi sulle fasi più importanti del ciclo produttivo, la progettazione, lo sviluppo e il marketing del prodotto. I prodotti white label, in questo caso, devono essere strettamente conformi alle specifiche dell'acquirente. Spesso vengono progettati insieme dal fornitore e dal committente. 
Un tipo particolare di white label è il prodotto private label.
Anche nell'ambito dei prodotti finanziari o assicurativi si possono trovare esempi di white label: basti pensare alle polizze assicurative o a fondi di investimento che utilizzano il brand del soggetto che li colloca quando, in realtà, tali prodotti e servizi sono gestiti da società terze. In questi casi, tra il distributore che attribuisce il proprio brand e il reale gestore del prodotto assicurativo o finanziario vengono stipulati appositi contratti di delega di “tipo white label.”

## Storia
Il nome deriva dal concetto di un'etichetta bianca sulla confezione che può essere riempita con l'immagine dell'azienda che distribuisce il prodotto. Le sue origini possono essere rintracciate nei dischi in vinile. Prima di essere distribuiti al pubblico, spesso prima che le immagini ufficiali fossero state disegnate e stampate, delle copie promozionali venivano inviate ai DJ per invitarli a farli ascoltare in radio e in discoteca, al fine di valutare l'interesse del pubblico e, in ultima analisi, per meglio stimare i quantitativi di produzione. Questo creò una situazione in cui alcuni DJ di fama, o con buone entrature, ricevessero, in esclusiva, copie di materiale discografico. In altri casi, white label si riferisce a dischi la cui etichetta era stata strappata dai DJ, oppute da loro coperta con un'etichetta bianca, per nascondere i dischi che stavano usando.

## Uso comune
Alcuni siti web utilizzano etichette bianche per consentire a un marchio di larga diffusione di offrire un servizio senza dover investire nella tecnologia e nell'infrastruttura necessaria. Un esempio è costituito dai servizi di noleggio di DVD-Video di Tesco, affidati in gestione a LoveFilm. Molte società utilizzano le aziende white label per fornire servizi specializzati senza la necessità di assumere nuovo personale .
La maggior parte delle private label o dei cosiddetti marchi del supermercato sono forniti da aziende white label. A questo si aggiunge l'usanza di alcuni produttori di applicare etichette generiche con il solo nome del prodotto ("Cola"). Richelieu Foods, per esempio, è una private label produttrice di svariati alimenti (del tipo: pizze surgelate, condimenti per insalata, salse, condimenti e insalate, delicatessen) per le altre aziende, tra cui Hy-Vee, ALDI, Save-A-Lot, Sam Club, Hannaford Brothers Co., BJ's Wholesale Club (Earth's Pride brand) and Shaw's Supermarkets (Culinary Circle brand).